# Tsubasa Shunraiki
Tsubasa Shunraiki (ツバサ　春雷記) est le titre donné aux deux OAD (Original Animation Disc) de CLAMP, appartenant à la série Tsubasa -RESERVoir CHRoNiCLE-.
- OAD 1 : sortie le 17 mars 2009 accompagnant l'achat de l'édition normal du tome 26 du manga.
- OAD 2 : sortie le 15 mai 2009 accompagnant l'achat de l'édition normal du tome 27 du manga.

## Bref résumé de l'histoire
L'histoire débute à la fin d'une terrible bataille. Le Roi Ashura est mort. Alors que le monde menace de se refermer sur nos héros, Fye utilise ce qui lui reste de pouvoir pour envoyer ses amis dans une autre dimension. Ils arrivent non sans perte dans celle de Kurogane. 
La quête pour retrouver les plumes de Sakura continue.

## Commentaires
Le rythme est différent de celui de l'animé et l'histoire se situe bien après les OAV de Tokyo Revelation.
Le premier épisode commence après la mort du roi Ashura mais dans l'animé, on n'a jamais vu le pays de Fye. Ce qui pose des problèmes de compréhension.